# Merle De Vore Johnson
Merle De Vore Johnson (1874-1935) fue un dibujante y bibliógrafo nacido en Oregón (Estados Unidos). 

## Biografía
Antes de la Primera Guerra Mundial dirigió el departamento de arte del New York Evening Journal y durante la guerra fue el caricaturista de la sección de noticias en la rima de Puck. Johnson ilustró muchos libros y era una autoridad en modernas primeras ediciones americanas. 
Publicó bibliografías de Mark Twain y James Branch Cabell, el último de los cuales fue publicado por Frank Herbert en 1921. Ávido coleccionista de libros, Johnson acumuló más de 2.500 folletos y volúmenes de y sobre Woodrow Wilson. Al vender la colección un año antes de su muerte, se cree que es la más completa disponible.